# Мудуг
Мудуг (сомалі Mudug, араб. مدق) — регіон та провінція в центральній частині Сомалі.
Північна і західна частини провінції Мудуг входять до складу не визнаної міжнародним спільнотам держави Пунтленд. Її південна частина контролюється також невизнаною державою Галмудуг. Адміністративний центр Мудуг - місто Галькайо. Іншими важливими містами провінції є Гольдогоб та морський порт Хобьо (нині у складі Галмудуг). На півдні Мудуг межує з провінцією Галгудуд, на півночі - з провінцією Нугаль. На заході Мудуг проходить кордон між Сомалі та Ефіопією, на сході його береги омиваються водами Індійського океану. Його приблизно 740-тисячне населення належить переважно до сомалійських племен хавійє та дарод.